# سرو اینکائواسی
سرو اینکائواسی (به اسپانیایی: Cerro Incahuasi) یک کوه در شیلی است. سرو اینکائواسی ۵٬۳۰۵ متر بالاتر از سطح دریا واقع شده‌است.